# الحديق (الشرية)

تعديل مصدري - تعديل

الحديق هي إحدى قرى عزلة آل غنيم بمديرية الشرية التابعة لمحافظة البيضاء، بلغ تعداد سكانها 302 نسمة حسب تعداد اليمن لعام 2004.